# Piña colada
A piña colada Puerto Ricóból származó, rumból, kókusztejszínből és ananászléből készült koktél, amelyet általában keverve vagy jéggel összerázva szolgálnak fel. Díszíthetik ananászszelettel, maraschinóval, cseresznyével vagy mindkettővel.

## Története
A piña colada világ egyik legismertebb koktélja. Sokan vitatják a piña colada eredetét. A legmesésebb változat egy kalózhoz köthető. A legenda szerint Puerto Ricóban élt egyszer egy nemes, kinek családja tehetős volt, majd hirtelen csődbe ment. A fiuk ekkor tengerésznek állt, és kalóz lett belőle. Nevéhez fűződik többek között a piña colada a feltalálása is. Egy hihetőbb történet szerint Ramón „Monchito” Marrero bárjában, a Carib Hilton Hotel bárban mutatták be 1954-ben. Puerto Rico büszke híres-hírhedt kalóz szülöttére. A piña colada 1978 óta Puerto Rico „hivatalos” itala.

## Hozzávalók
- 40 ml fehér rum
- 20 ml kókuszlikőr
- 1 dl ananászlé
- 20 ml tejszín
- jégkocka
- ananászszelet